# Шринкфляция
Шринкфля́ция (англ. shrinkflation) — снижение производителем количества, объёма или веса товара в упаковке при сохранении или непропорционально малом снижении отпускной цены. Уменьшая объём или вес товара, переходя от цен на вес к ценам на объём (или наоборот, в зависимости от плотности товара), производители создают у покупателей мнимую видимость низкой цены на товар.
Название появилось в английском языке путём составления слов «сжиматься» (англ. to shrink) и «инфляция» (англ. inflation). Би-би-си по аналогии для русского языка использовала неологизм «сжимфляция». В некоторых российских средствах массовой информации также используется термин «даунсайзинг»и «сокрафляция».

## Экономическое содержание
Производители различных пищевых продуктов и потребительских товаров, а также сетевые супермаркеты, чтобы не отпугивать покупателя слишком быстрым или слишком большим повышением цены, снижают количество товара в привычной упаковке, рассчитывая на то, что потребитель может не обратить на это внимания, если не станет изучать данные на упаковке внимательно. Чтобы покупатель не заподозрил изменений, внешний вид и дизайн упаковки при этом почти не меняется.
По оценкам экономистов Джорджа Акерлофа и Роберта Шиллера, которые они приводят в своей книге «Охота на простака. Экономика манипуляций и обмана», такие действия производителей не обязательно продиктованы соображениями злого умысла или жадности; возможно, их вынуждает к этому рынок. Так, шринкфляция является одним из инструментов производителей по сохранению прибыли во время стагфляции.
Сами производители, помимо роста издержек, также в качестве обоснования для уменьшения количества товара в упаковке называют повышение его качества, изменение рецептуры, смену дизайна упаковки или даже заботу о здоровье потребителя.
По оценкам властей Великобритании, шринкфляция не влияет на общие инфляционные показатели в стране, в то же время власти Новой Зеландии внимательно отслеживают изменение упаковки при формировании индекса потребительских цен, поскольку для потребителя шринкфляция является одной из разновидностей инфляции.

## История

Бутылка подсолнечного масла ёмкостью 0,9 л, при этом внешне выглядящая как литровая

Впервые к шринкфляции прибегли компании в США в 1970-е годы на фоне охватившей страну стагфляции.
Национальная статистическая служба Великобритании в 2017 году заявила, что в Великобритании шринкфляция регулярно наблюдается уже в течение пяти лет, и за это время ей подверглись более двух с половиной тысяч продуктов (при этом за то же время упаковки свыше шестисот товаров, наоборот, увеличились). Особенно ярко явление стало заметно в связи с ростом для производителей издержек, связанных с грядущим выходом страны из Европейского союза.
В России впервые широко использовали шринкфляцию производители соков и молока во время кризиса 2008—2010 годов. Русская служба Би-би-си даёт следующие примеры по России 2010-х годов:
- коровье молоко: с 1 и 1,5 литров (2012) до 0,95 и 1,45 литра, соответственно (2018).
- майонез: с 450 граммов (2010) до 400 граммов (2018).
- пиво: с 0,5 литров (2012) до 0,45 литра (2018).
- сгущённое молоко: с 400 граммов (2005) до 380 граммов (2018).
- сметана: с 350 граммов (2013) до 330 граммов (2016) и, наконец, до 315 граммов (2018).
- фруктовый сок: с 0,5 литров (2013) до 0,485 литра (2018).

Характерен пример с растительным маслом, традиционно торговавшимся в СССР в розлив на вес, а также разливавшимся в стеклянные бутылки по 0,5 кг: с внедрением ПЭТ-тары масло стали разливать примерно по 0,9 кг в одну литровую бутылку, а в 2010-е годы некоторые производители стали уменьшать и ёмкость бутылок до 0,9 литра (0,828 кг).
24 октября 2023 года, с подачи Генпрокуратуры, в ГОСТ были внесены правки, согласно которым, «производители сливочного и подсолнечного масла, вермишели, сахара, соли, муки, риса, пшена, чёрного чая и иных продовольственных товаров первой необходимости, желающие заявить об их соответствии ГОСТу, должны использовать фиксированные значения количества названного товара. Например, по новым правилам гречневая крупа подлежит фасовке по 500, 1000, 2000 грамм, молоко — 200, 250, 500, 1000, 2000 миллилитров».
| - Пример шринкфляции в Эстонии, шоколад марки «Kalev» - 2023 год: 100 г —> 90 г (вверху слева) - 2025 год: 200 г —> 190 г |